# 1988年夏季残疾人奥林匹克运动会美国代表团
1988年夏季残疾人奥林匹克运动会美国代表团是美国派出的1988年夏季残疾人奥林匹克运动会代表团。获得91枚金牌、90枚银牌和88枚铜牌。